# Boubiers
Boubiers ist eine französische Gemeinde mit 385 Einwohnern (Stand 1. Januar 2022) im Département Oise in der Region Hauts-de-France. Sie gehört zum Arrondissement Beauvais, zum Gemeindeverband Vexin Thelle und zum Kanton Chaumont-en-Vexin.

## Geographie
Die Gemeinde Boubiers liegt in der Landschaft Vexin français  an der Quelle des Flüsschens Réveillon, elf Kilometer südöstlich von Gisors. Zu Boubiers gehört der Weiler Le Fayel.

## Einwohner
| Jahr                       | 1962 | 1968 | 1975 | 1982 | 1990 | 1999 | 2011 | 2021 |
| -------------------------- | ---- | ---- | ---- | ---- | ---- | ---- | ---- | ---- |
| Einwohner                  | 306  | 291  | 252  | 255  | 320  | 370  | 432  | 393  |
| Quellen: Cassini und INSEE |      |      |      |      |      |      |      |      |

## Sehenswürdigkeiten
- Die im 16. Jahrhundert umgebaute Kirche Saint-Gilles-Saint-Leu aus dem 12. und 13. Jahrhundert mit quadratischem Vierungsturm und achteckiger Pyramide aus Stein inmitten des Friedhofs, seit 1943 als Monument historique klassifiziert.[1][2]

- mehrere Calvaires

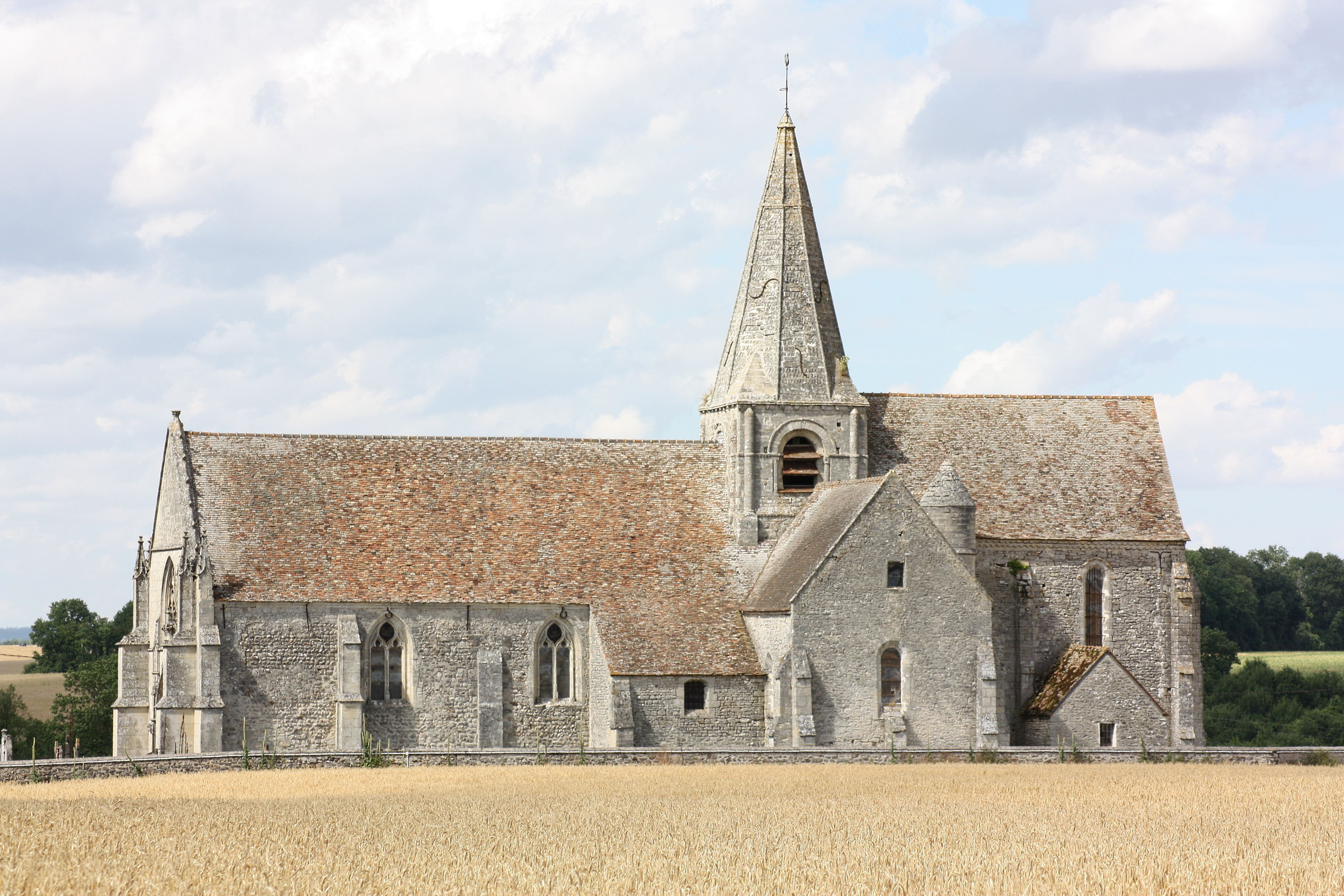
Kirche Saint-Gilles-Saint-Leu
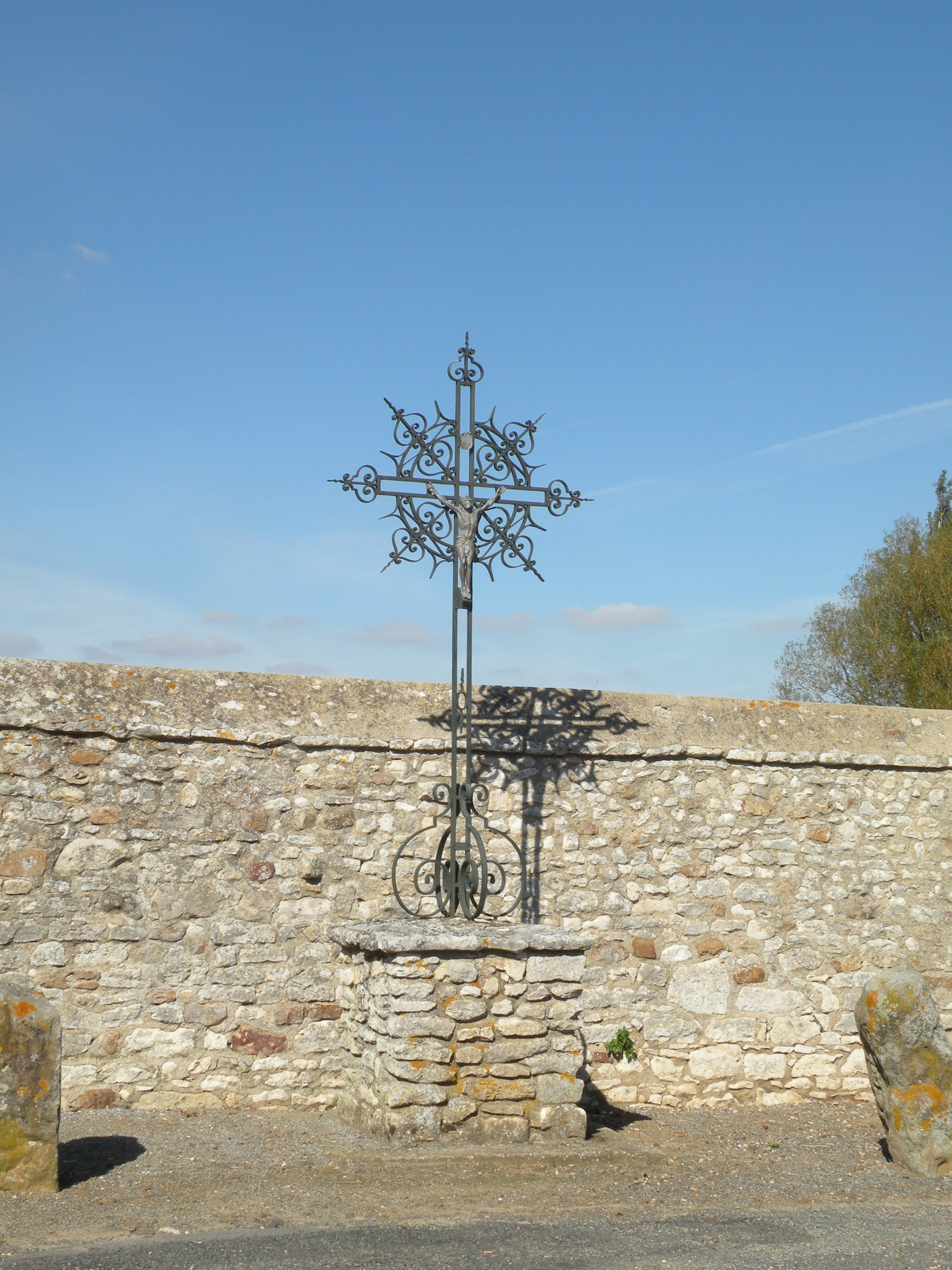
Calvaire in Boubiers
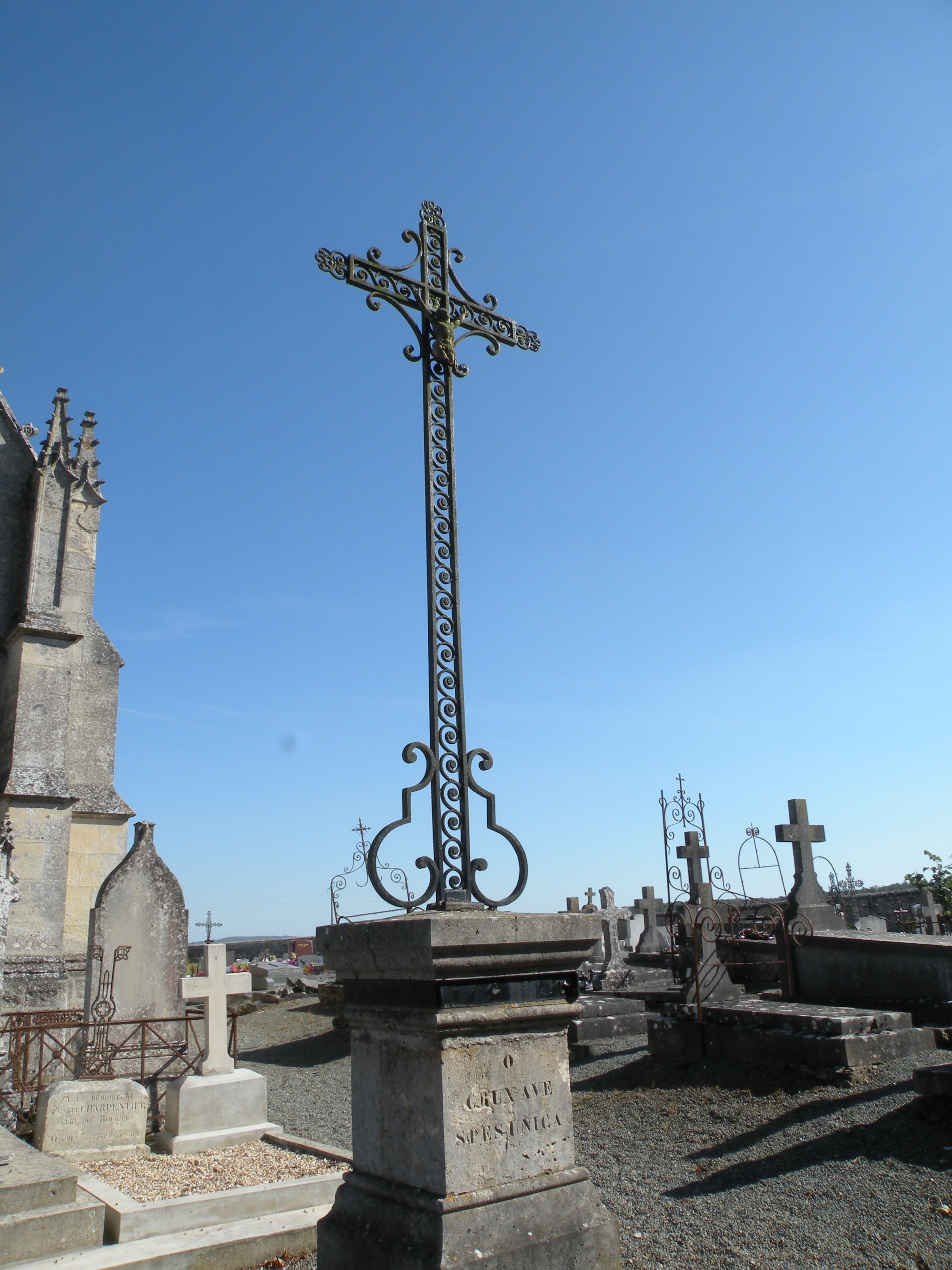
Friedhofskreuz
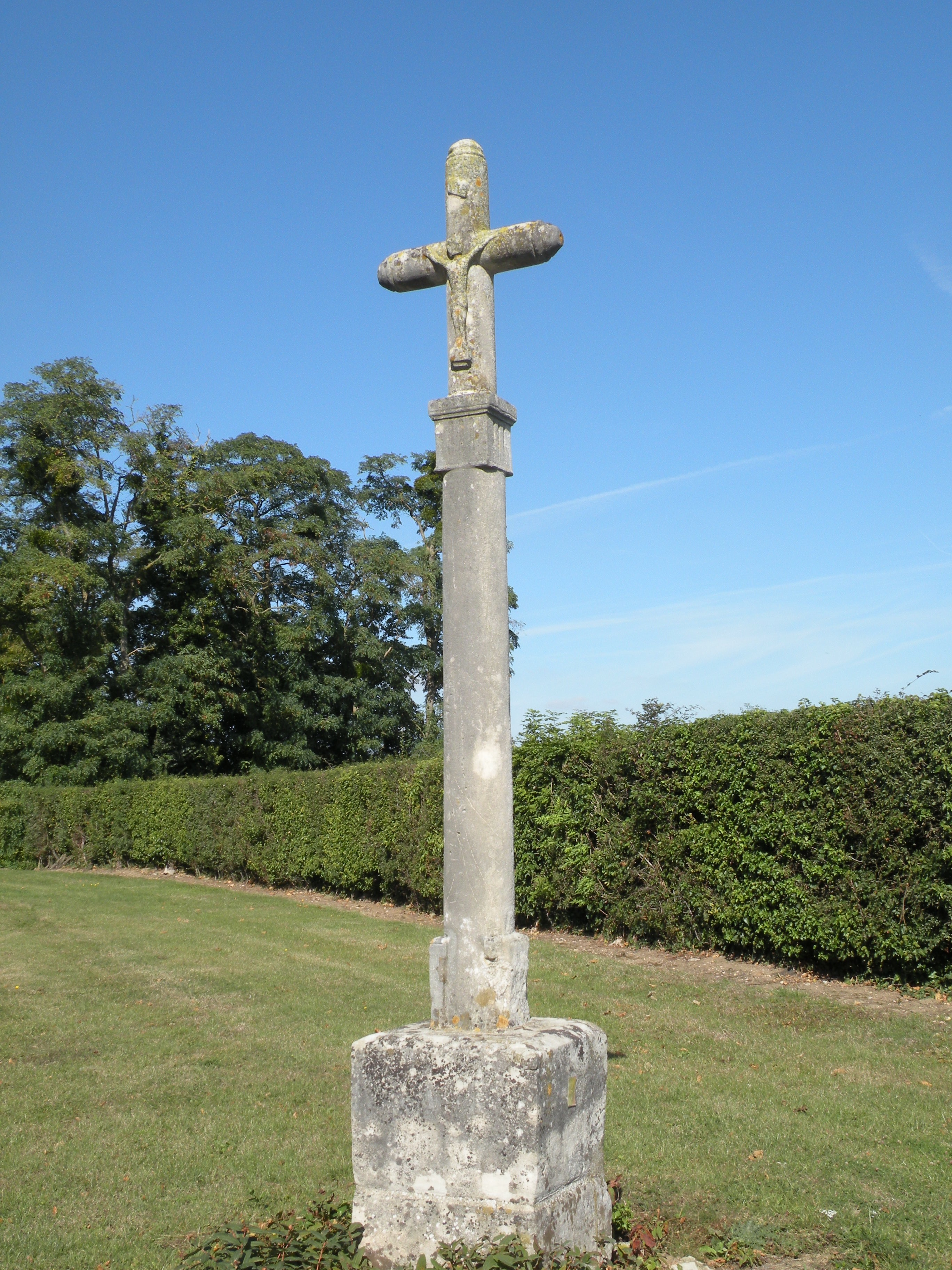
Calvaire in Le Fayel
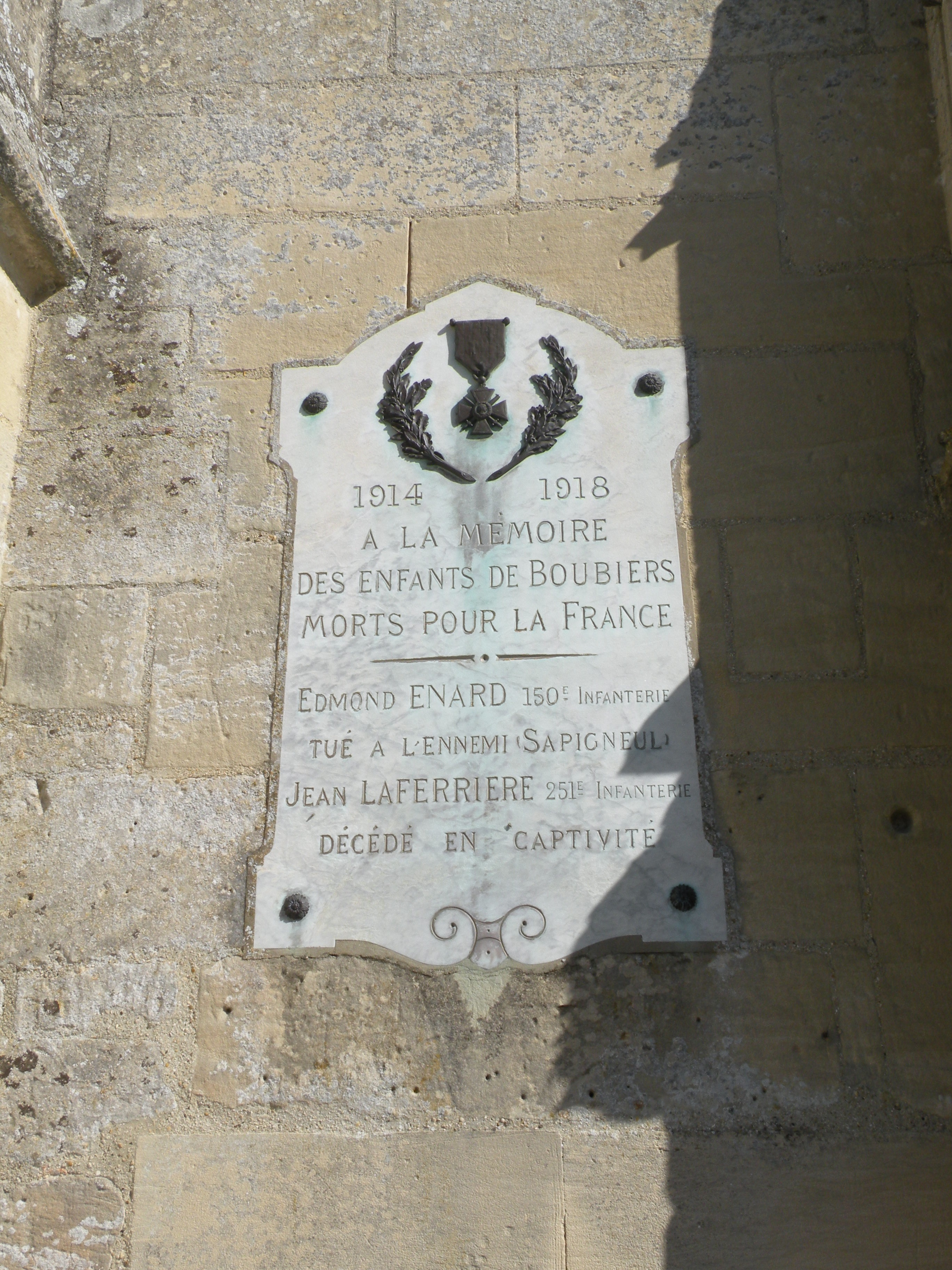
Gefallenendenkmal